# Shadow Robot Company

Logo des Unternehmens

Die Shadow Robot Company ist ein Hersteller von Automatisierungstechnik aus London. Das Unternehmen entwickelt seit 1987 Komponenten für Roboter und künstliche Muskulatur. Es hat 12 Angestellte und erzielt einen Jahresumsatz von 350.000 Pfund.

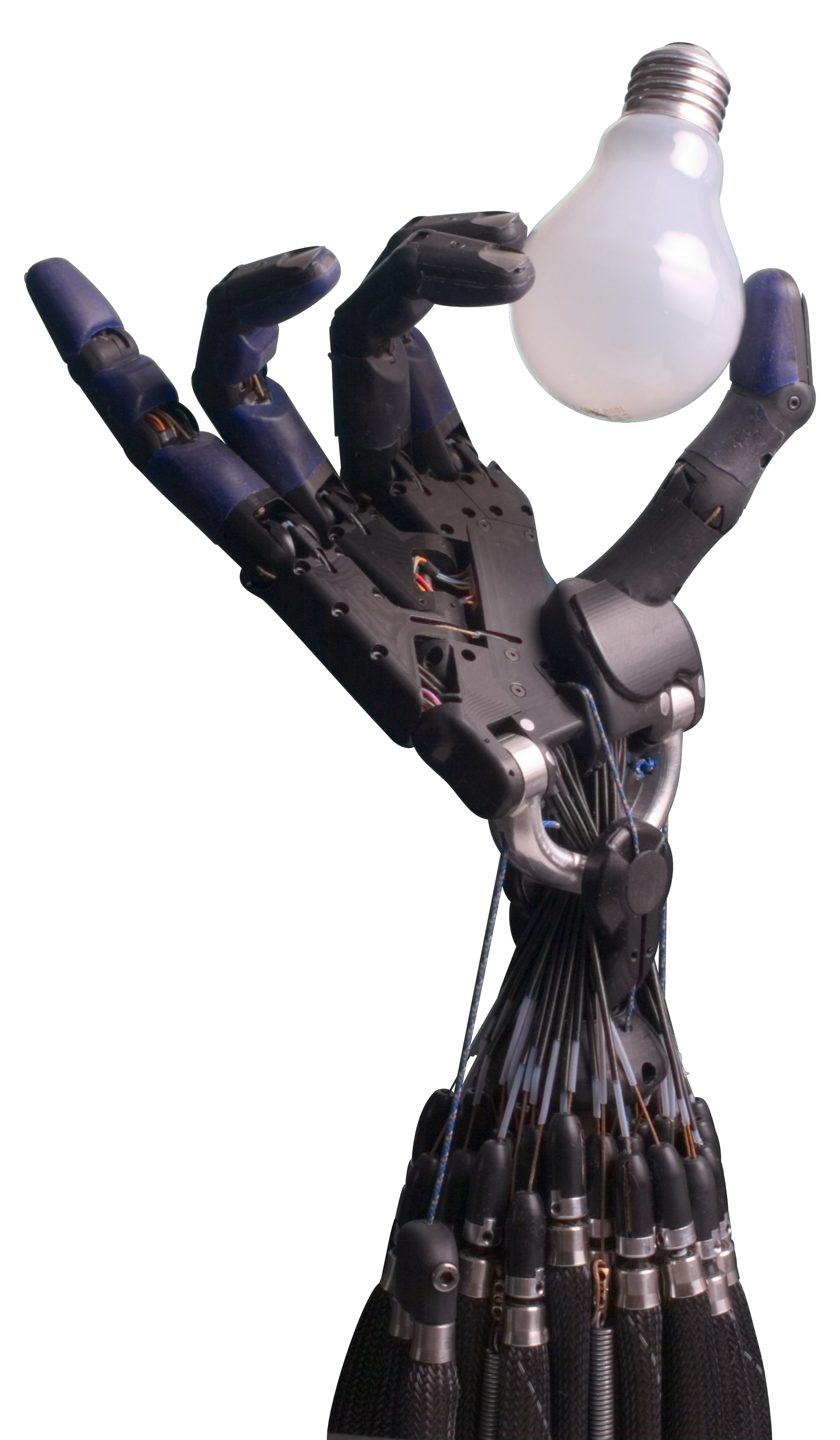
Roboterhand von Shadow
Die Hand wird mit künstlicher Muskulatur in 24 Freiheitsgraden bewegt.

Das bekannteste Produkt von Shadow ist die sogenannte Dextrous Hand, eine Robotikkomponente, die der menschlichen Hand nachempfunden ist. Die Hand wird von 40 künstlichen Muskeln in 24 Freiheitsgraden, davon 20 direkt steuerbar, bewegt. Sie hat ein Gewicht von 4,2 kg, eine Länge von 45 cm und wird mit pneumatischen Muskeln vom McKibben-Typ angetrieben. Das innovativste Merkmal der Hand stellen insgesamt 186 integrierten Kraftsensoren dar. Das Entwicklungsziel, eine Hand mit den gleichen Charakteristiken der menschlichen Hand zu erschaffen, wurde sehr gut erreicht. Die Hand hat etwa dieselbe Größe wie das menschliche Gegenstück und weist dieselbe Ausgewogenheit von Beweglichkeit und Kraft auf. 2006 kam die Shadow Hand unter den damals verfügbaren Händen der menschlichen mit am nächsten.
Eingesetzt wird sie unter anderem von der NASA, ABB, der Universität Bielefeld, der Universität Hamburg und der Carnegie Mellon University in Pittsburgh, Pennsylvania. Unter der Bezeichnung "C6M Robotic Hand" wird das Produkt für 190.000 US-Dollar verkauft. Die Dextrous Hand ist eine der bekanntesten Roboterhände.
Die Produktion von künstlichen Muskeln wurde in den 1990er Jahren aufgenommen. 2008 war die Shadow Robot Company einer von drei Herstellern weltweit (neben Bridgestone und Festo), die pneumatische Muskeln auf dem Markt anboten.
Ab 1988 wurde der humanoide Laufroboter Shadow Biped Walker entwickelt, der mittlerweile eingestellt wurde.